# Kanton Verneuil-sur-Seine
Kanton Verneuil-sur-Seine is een kanton in Frankrijk. Het kanton maakt deel uit van het arrondissement Saint-Germain-en-Laye. Het werd opgericht bij decreet van 21 februari 2014 met uitwerking op 22 maart 2015.

## Gemeenten
Het kanton omvat de gemeenten:
1. Verneuil-sur-Seine, kantoor kieskring
2. Les Alluets-le-Roi
3. Crespières
4. Davron
5. Feucherolles
6. Médan
7. Morainvilliers
8. Noisy-le-Roi
9. Orgeval
10. Saint-Nom-la-Bretèche
11. Triel-sur-Seine
12. Vernouillet
13. Villennes-sur-Seine

Deze 13 gemeenten kwamen allemaal uit een kanton dat in 2015 werd opgeheven: vijf van het voormalige kanton Poissy-Sud, drie uit kanton Saint-Nom-la-Bretèche, twee uit kanton Poissy-Nord en drie uit kanton Triel-sur-Seine.